# 알도 모로
알도 로메오 루이지 모로(이탈리아어: Aldo Romeo Luigi Moro, 1916년 9월 23일 ~ 1978년 5월 9일)은 이탈리아의 정치가이다. 1963년 12월부터 1968년 6월까지, 그리고 1974년 11월부터 1976년 7월까지 이탈리아의 총리를 역임했다. 그밖에도 1969년부터 1972년까지 외교부 장관 등을 지냈다. 1978년 3월 16일 붉은 여단에 납치되어 55일 간의 구금 끝에 시체로 발견되었다.

## 생애
로마 대학교 법학과 교수로 일했고, 이후 이탈리아의 총리 및 기독교민주당 당수로 정치활동을 하였다. 그는 1970년대 이탈리아 공산당의 당수인 엔리코 베를링구에르와 협의, 역사적 타협을 선언하며 이탈리아 공산당의 정치참여의 길을 열게 하였다.
1976년까지 총리로 재직하였고, 이후 공식적인 자리에 있지는 않았으나, 여전히 정계에서 큰 영향력을 발휘하던 중 1978년 3월 16일 극좌 테러 조직인 붉은 여단에게 납치당했으며, 55일 만인 5월 9일에 시체로 발견되었다.

## 같이 보기
- 알도 모로 납치 사건